# 드롭박스
드롭박스(영어: Dropbox 드롭복스[*])는 드롭박스 주식회사(Dropbox, Inc.)가 제공하는, 파일 동기화와 클라우드 컴퓨팅을 이용한 웹 기반의 파일 공유 서비스이다. 2007년 MIT의 졸업자인 드류 휴스턴(Drew Houston)과 아라시 페르도시(Arash Ferdowsi)가 Y 콤비네이터의 벤처기업으로 시작했다.
무료와 유료 서비스를 모두 가지고 있으며, 유사한 서비스에 비해 상대적으로 많은 서비스를 지원한다.
총 12개의 클라이언트가 있는데, 윈도우, 맥OS, 리눅스뿐만 아니라 iOS, 안드로이드, 윈도우 모바일, 블랙베리 OS 등도 지원한다.
드롭박스는 한 계정 당 무료로 2GB까지 지원한다. 주요 경쟁 서비스로는 박스, 슈거싱크(SugarSync), 모지(Mozy), 주모드라이브(ZumoDrive), 우분투 원(Ubuntu One, 서비스 종료) 등이 있다.

## 역사
드류 휴스턴은 자신의 USB 플래시 드라이브를 자주 잊고 오는 실수와 기존의 인터넷 파일 공유 서비스의 불편함에 실망해 자신만의 서비스를 만들기 시작했다. 2007년 휴스턴은 드롭박스사(Dropbox, Inc.)를 설립했고, 곧이어 Y 콤비네이터가 투자 지원을 했다. 드롭박스는 2008년의 테크크런치50에서 공개되었다.

## 플랫폼
드롭박스는 마이크로소프트 윈도우, 애플, 맥OS, 리눅스 컴퓨터용 컴퓨터 앱을 보유하고 있으며, iOS, 안드로이드, 윈도우 폰 스마트폰과 태블릿용 모바일 앱도 있다. 웹사이트 인터페이스도 제공한다. 마이크로소프트와의 파트너십의 일부로서 드롭박스는 유니버설 윈도우 10 앱을 2016년 1월에 발표하였다.
드롭박스의 앱들은 자동화된 사진 업로드 기능을 제공함으로써 사용자들이 카메라, 태블릿, SD 카드, 스마트폰의 사진이나 동영상을 자신의 드롭박스의 전용 카메라 업로드 폴더에 자동 업로드할 수 있게 한다. 사용자들은 최초 사진을 업로드하기 위한 500 메가바이트의 추가 공간을 부여받으며, 사용자가 더 많은 사진을 위해 이 방식을 계속 사용할 경우 3 기가바이트의 추가 공간을 부여받게 된다.
2015년 7월, 드롭박스는 컴퓨터 앱에 대해 스트리밍 싱크(streaming sync)를 도입했다. 스트리밍 싱크는 대용량 파일을 위한 새로운 수퍼차지(superchared) 동기화 속도로 기술되었으며 업로드 및 다운로드 시간을 최대 2배 개선한다.
2015년 8월, 드롭박스는 유니버설 세컨드 팩터(Universal 2nd Factor) USB 보안 키를 사용할 수 있다고 발표하였으며 이를 통해 서비스 로그인을 위해 2요소 인증을 제공한다.

## 같이 보기
- 웹 호스팅 서비스
- 페이스트빈
- 클라우드 컴퓨팅
- 프렌드패이스트